# Tympaki Airport
Tympaki Airport är en flygplats i Grekland.   Den ligger i prefekturen Nomós Irakleíou och regionen Kreta, i den sydöstra delen av landet, 300 km söder om huvudstaden Aten. Tympaki Airport ligger 9 meter över havet.
Terrängen runt Tympaki Airport är kuperad åt nordost, men västerut är den platt. Havet är nära Tympaki Airport åt sydväst.Runt Tympaki Airport är det ganska tätbefolkat, med 58 invånare per kvadratkilometer. Närmaste större samhälle är Tympáki, 1,1 km norr om Tympaki Airport. Trakten runt Tympaki Airport består till största delen av jordbruksmark.